# Hoya alexicaca
Hoya alexicaca là một loài thực vật có hoa trong họ La bố ma. Loài này được (Jacq.) Moon mô tả khoa học đầu tiên năm 1824.